# Delta Aurigae
Delta Aurigae (δ Aurigae, förkortat Delta Aur, δ Aur) som är stjärnans Bayerbeteckning, är en dubbelstjärna belägen i den norra delen av stjärnbilden Kusken. Den har en skenbar magnitud på 3,72 och är synlig för blotta ögat där ljusföroreningar ej förekommer. Baserat på parallaxmätning inom Hipparcosuppdraget på ca 25,9 mas, beräknas den befinna sig på ett avstånd på ca 126 ljusår (ca 39 parsek) från solen.

## Nomenklatur
Inom indisk astronomi är Delta Aurigae känd genom namnet på sanskrit som Prajāpati (प्रजापति), "Skapelsens Herre".

## Egenskaper
Primärstjärnan Delta Aurigae A är en orange till röd jättestjärna av spektralklass K0 III. Den har en massa som är omkring dubbelt så stor som solens massa, en radie som är ca 11 gånger större än solens och utsänder från dess fotosfär ca 62 gånger mera energi än solen vid en effektiv temperatur på ca 4 800 K.
Delta Aurigae är en spektroskopisk dubbelstjärna med en följeslagare av 11:e magnituden där periodiska dopplerförändringar i stjärnans spektrum indikerar en omloppsrörelse. Den har en omloppsperiod på 1 283,4 dygn (3,514 år) och en excentricitet på 0,231. Stjärnan har också gett namn åt meteorregnet Delta Aurigiderna som inträffar 6 - 15 oktober med sin utgångspunkt några grader söder om stjärnan.